# 段锡朋公馆旧址
段锡朋公馆旧址位于中国江苏省南京市玄武区傅厚岗16号，建于1946年，主楼为砖木结构的二层西式楼房，南京重要近现代建筑，今为多户分割居住的杂院。